# Biase Agnesino Faraco
Biase Agnesino Faraco (Florianópolis, 14 de outubro de 1913 — 20 de janeiro de 1980) foi um médico e político brasileiro.
Filho de Biase Faraco e de Maria Limongi Faraco.
Formado em medicina, foi professor da Universidade Federal de Santa Catarina.
Foi deputado à Assembleia Legislativa de Santa Catarina na 1ª legislatura (1947 — 1951).